# Mystus rufescens
Mystus rufescens är en fiskart som först beskrevs av Vinciguerra, 1890.  Mystus rufescens ingår i släktet Mystus och familjen Bagridae. IUCN kategoriserar arten globalt som livskraftig. Inga underarter finns listade i Catalogue of Life.